# بي تي أر-90
بي تي أر-90 ناقلة جنود مدرعة روسية بدفع 8×8 كشف عنها لأول مرة عام 1994 وهي النسخة الأحدث من البي تي أر-80 زودت ببرج البي إم بي-2 كما حسنت دروع المركبة، سلحت الناقلة بمدفع عيار 30 ملم ورشاش آلي عيار 7.62 ملم وصاروخ 9م113 كونكورس موجه مضاد للدروع، جهزت
الناقلة بمحرك بقوة 510 حصان يوفر سرعة قصوى تصل إلى 100 كليو متر بالساعة كما أنها قادرة على السباحة.

## معرض صور

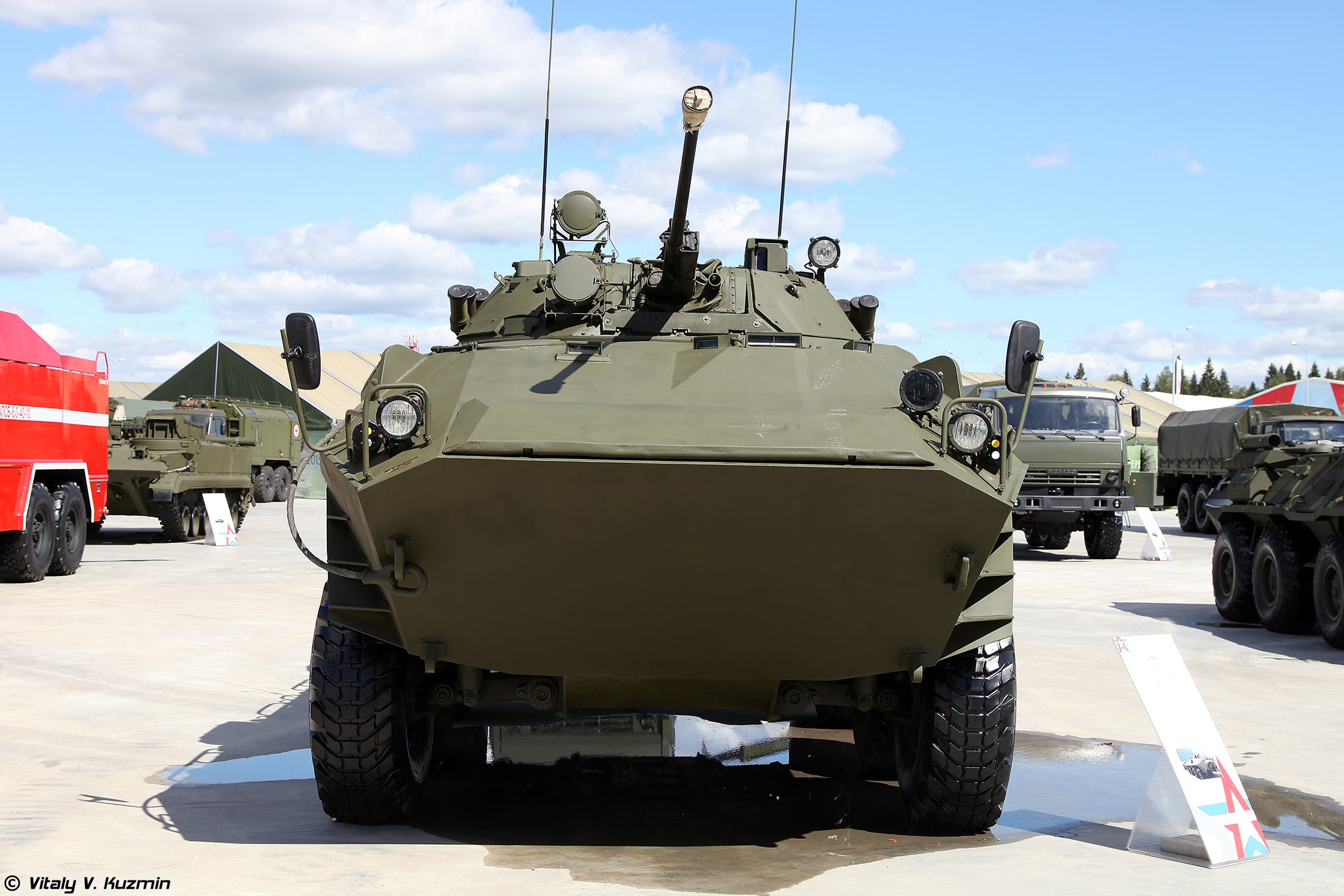
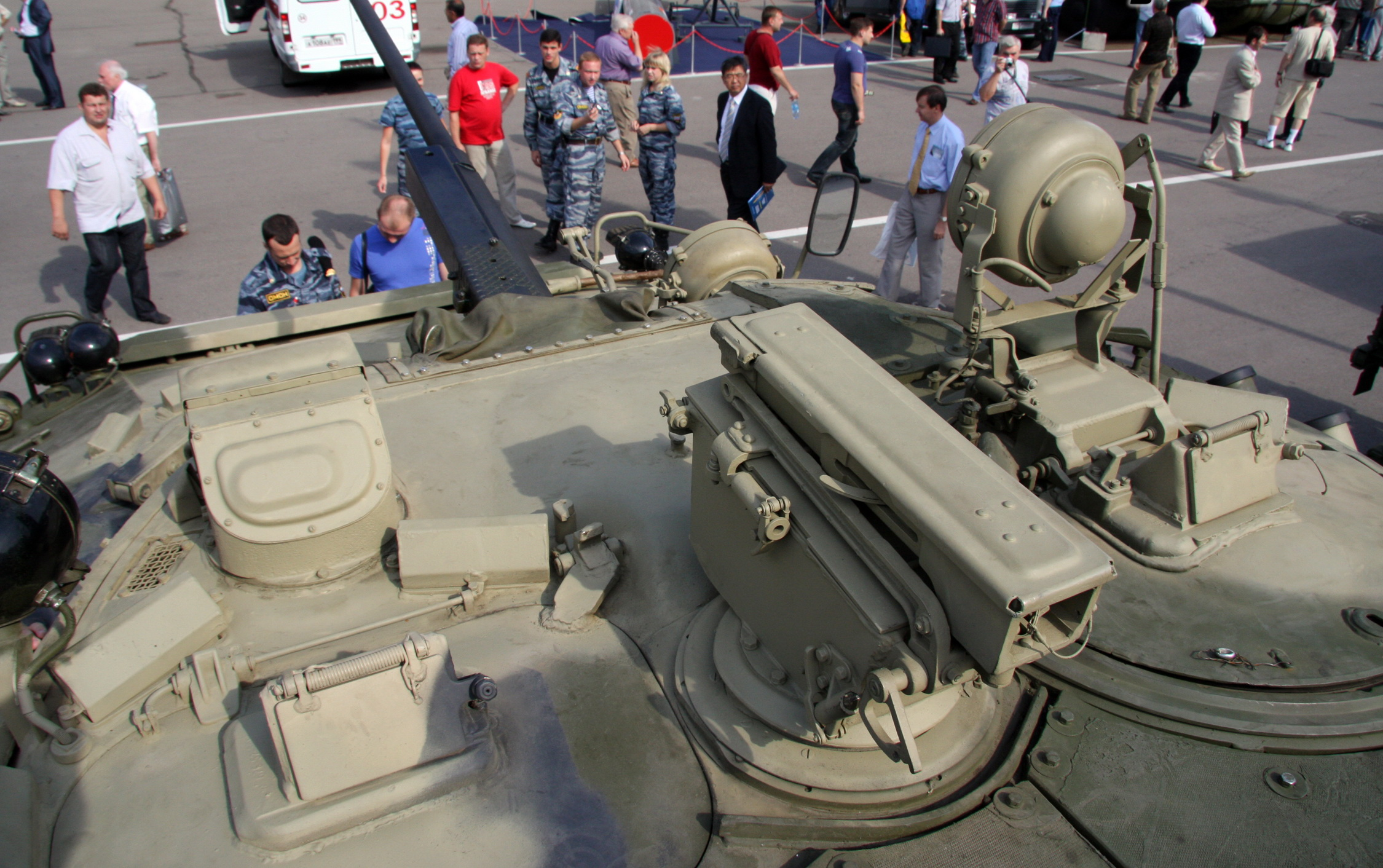
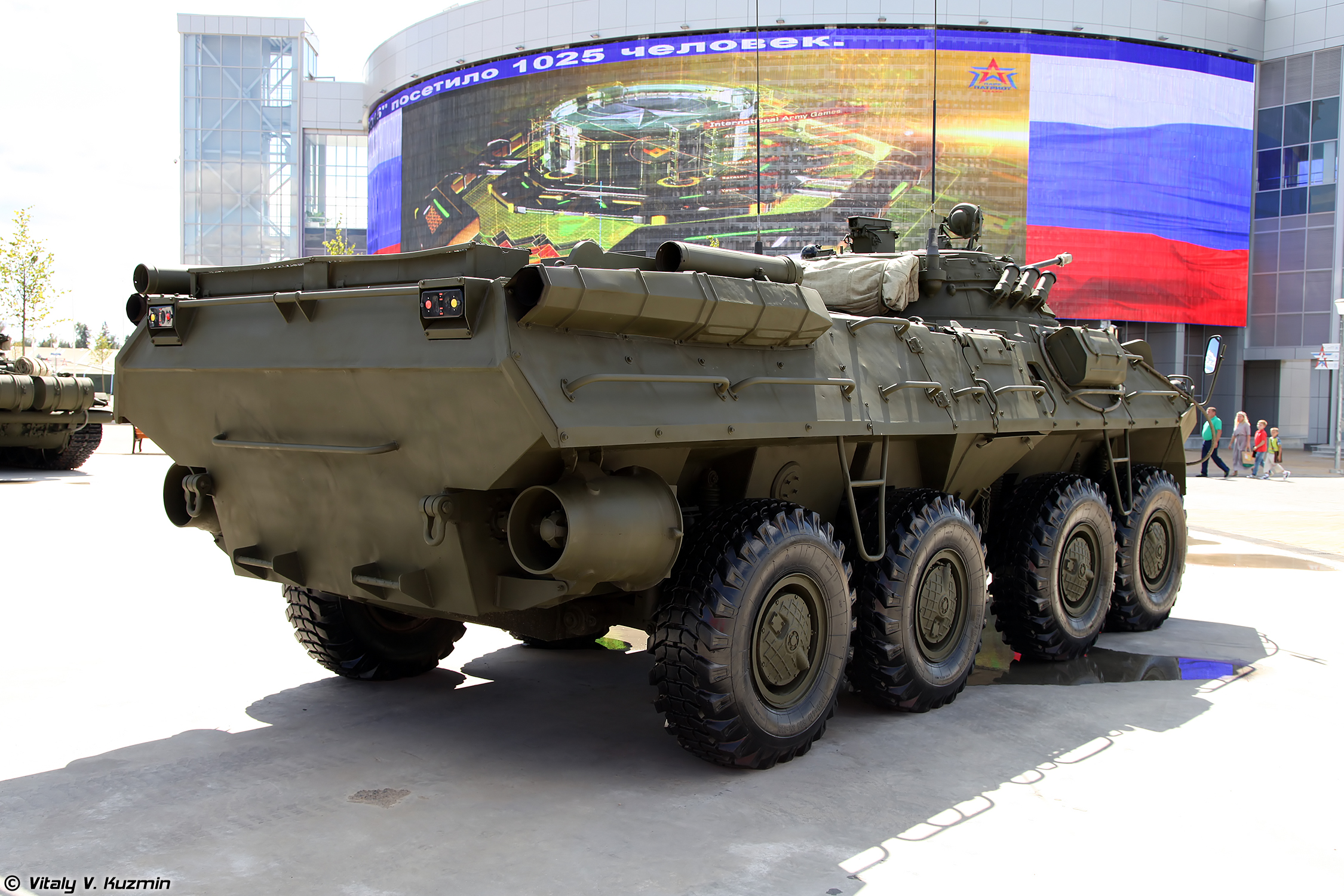
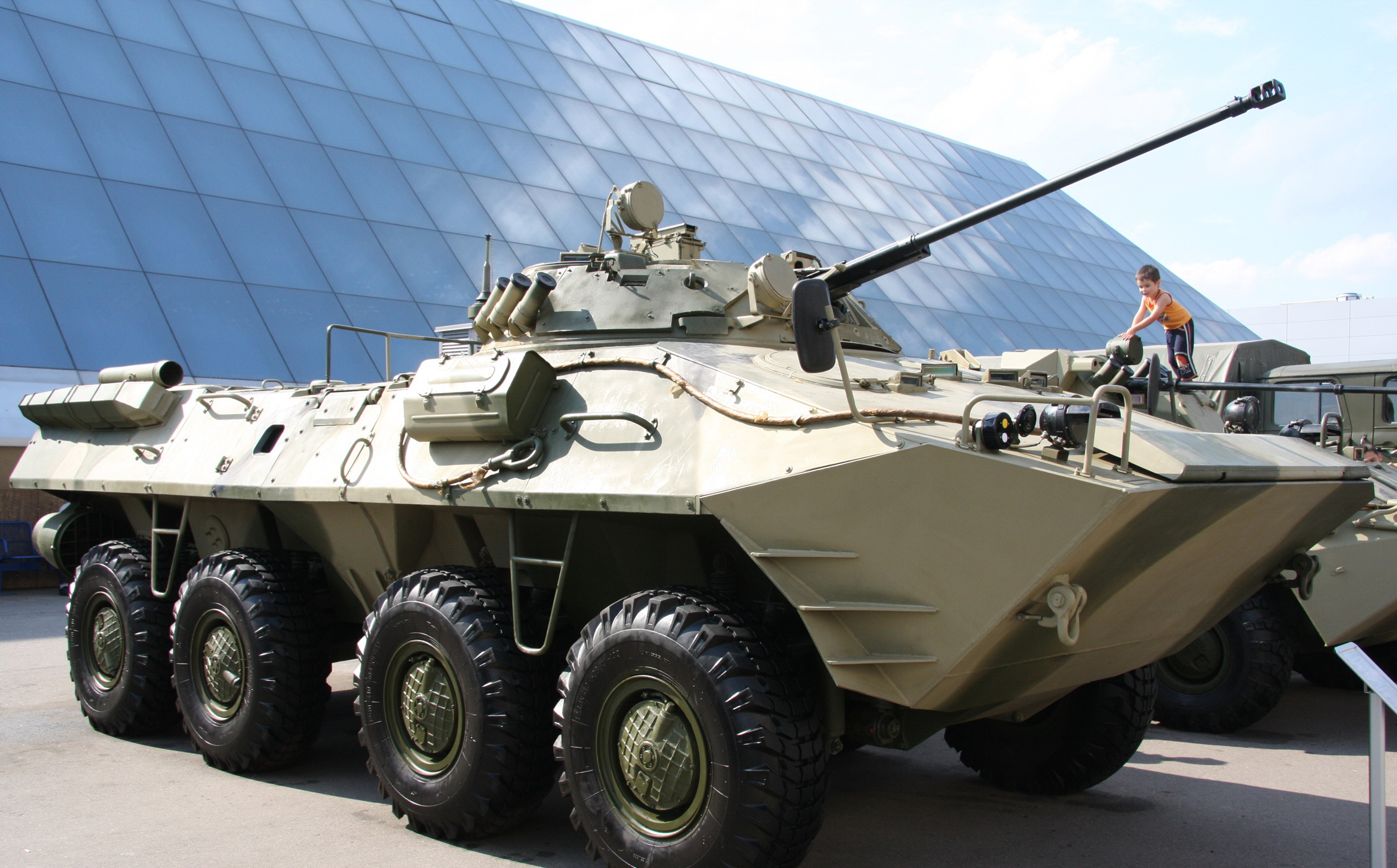